# Giro di Puglia
Giro di Puglia. "Apulien runt", var ett fyra till fem dagar långt etapplopp (det första året var det dock ett endagslopp) i landsvägscykling som avhölls från 1972 till 1998 i sydostligaste Italien (Apulien utgör den så kallade "stövelklacken" – och en bit upp på vaden). Från starten till och med 1990 avhölls det i april, därefter tre år i juni och sedan, efter två års uppehåll, gick de tre avslutande upplagorna i månadsskiftet september/oktober. Sista etappen hade nästan alla år målgång i Martina Franca.
Flest totalsegrar, tre stycken, har Giuseppe Saronni och han var också vunnit flest etapper, tolv totalt.

## Podieplaceringar
| År   | Vinnare                  | Tvåa                     | Trea                     |
| 1972 | Franco Bitossi           | Gösta Pettersson         | Tomas Pettersson         |
| 1973 | Felice Gimondi           | Franco Bitossi           | Michele Dancelli         |
| 1974 | Fabrizio Fabbri          | Ole Ritter               | Sigfrido Fontanelli      |
| 1975 | Giovanni Battaglin       | Franco Bitossi           | Constantino Conti        |
| 1976 | Francesco Moser          | Miguel María Lasa        | Gianbattista Baronchelli |
| 1977 | Pierino Gavazzi          | Marino Basso             | Giuseppe Saronni         |
| 1978 | Giuseppe Saronni         | Francesco Moser          | Wladimiro Panizza        |
| 1979 | Roger De Vlaeminck       | Vittorio Algeri          | Silvano Contini          |
| 1980 | Giuseppe Saronni         | Gianbattista Baronchelli | Knut Knudsen             |
| 1981 | Gianbattista Baronchelli | Claudio Torelli          | Giovanni Mantovani       |
| 1982 | Alf Segersäll            | Vittorio Algeri          | Gianbattista Baronchelli |
| 1983 | Mario Noris              | Gianbattista Baronchelli | Vinko Polončič           |
| 1984 | Giovanni Mantovani       | Claudio Torelli          | Gianbattista Baronchelli |
| 1985 | Silvano Contini          | Fabrizio Verza           | Luciano Rabottini        |
| 1986 | Roberto Pagnin           | Giuseppe Saronni         | Dag Erik Pedersen        |
| 1987 | Guido Bontempi           | Roberto Visentini        | Ezio Moroni              |
| 1988 | Giuseppe Saronni         | Franco Chioccioli        | Stephan Joho             |
| 1989 | Angelo Lecchi            | Emanuele Bombini         | Fabrizio Convalle        |
| 1990 | Guido Bontempi           | Stefano Colagè           | Marco Vitali             |
| 1991 | Fabiano Fontanelli       | Enrico Zaina             | Marco Lietti             |
| 1992 | Dominique Arnould        | Gérard Rué               | Christophe Manin         |
| 1993 | Giuseppe Calcaterra      | Luca Gelfi               | Massimo Ghirotto         |
| 1994 | ej avhållet              | ej avhållet              | ej avhållet              |
| 1995 | ej avhållet              | ej avhållet              | ej avhållet              |
| 1996 | Fabrizio Guidi           | Francesco Casagrande     | Stefano Colagè           |
| 1997 | Silvio Martinello        | Sergio Barbero           | Glenn Magnusson          |
| 1998 | Glenn Magnusson          | Massimo Donati           | Jaan Kirsipuu            |